# Matías Silvestre
Matías Silvestre (ur. 25 września 1984 w Mercedes) – argentyński piłkarz występujący na pozycji środkowego obrońcy. Potrafi zagrać także na prawej stronie defensywy. Posiada również włoskie obywatelstwo.

## Kariera klubowa
Pierwsze kroki Silvestre stawiał w miejscowym klubie Club Mercedes, by potem w wieku 10 lat przenieść się do Buenos Aires i rozpocząć zawodową karierę w 2002 w Boca Juniors. W argentyńskiej Primera División zadebiutował 23 marca 2003 r. podczas wygranego 3:1 derbowego meczu z Lanúsem. Silvestre początkowo pełnił w swojej drużynie rolę rezerwowego, jednak z czasem wywalczył sobie miejsce w podstawowym składzie. Z Boca Juniors Argentyńczyk odnosił wiele sukcesów – między innymi zdobył mistrzostwo kraju Apertura 2003, Apertura 2005 i Clausura 2006. Oprócz tego w 2004 i 2005 zwyciężył w rozgrywkach Copa Sudamericana, w 2005 i 2006 triumfował w Recopa Sudamericana, a w 2007 razem ze swoją drużyną wygrał Copa Libertadores. Ogółem w czasie swego pobytu w BJ rozegrał 63 ligowe spotkania w których strzelił 6 bramek oraz 20 meczów w rozgrywkach międzynarodowych.

### Catania

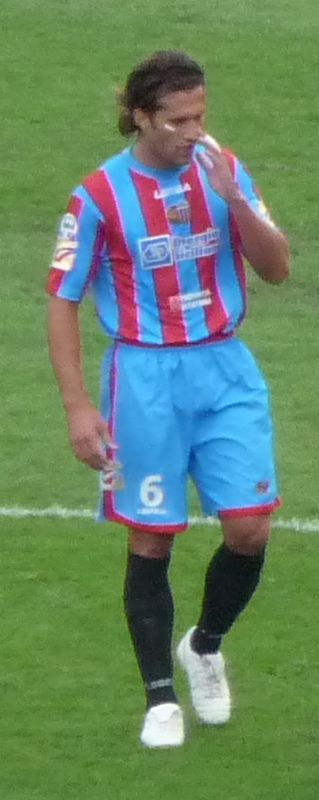
Silvestre w trakcie meczu Catanii z Udinese Calcio

28 stycznia 2008 Silvestre został wypożyczony do włoskiej Catanii Calcio z opcją transferu definitywnego. W Serie A zadebiutował 31 sierpnia w zwycięskim 1:0 spotkaniu z Genoą. Pierwsze pół roku nie było udane, gdyż rozegrał zaledwie 11 potkań, w tym tylko 5 od początku. Pomimo tego włoski klub zdecydował się latem 2008 r. wykupić go definitywnie za 1,5 mln euro. Jego pozycja uległa wzmocnieniu po zwolnieniu Silvio Baldiniego i zastąpieniu go przez Waltera Zengę. W sezonie 2008/2009 stworzył duet środkowych obrońców z Lorenzo Stovinim i razem z Catanią zajął w ligowych rozgrywkach 15. pozycję. 2 maja 2010 r. w spotkaniu z Juventusem zdobył swą pierwszą bramkę dla Rossazzurrich. Podczas kolejnych rozgrywkach na środku obrony grał najczęściej ze swoim rodakiem Nicolásem Spolli. W sezonie 2010/2011 został kapitanem zespołu po sprzedaży Giuesppego Mascary. W barwach Catanii zaliczył 118 spotkań i zdobył 7 bramek.

### Palermo
W sierpniu 2011 roku przeniósł się do US Palermo za 7,3 mln euro. Debiut w Rosanerich przypadł 11 września 2011 r. na ligowe starcie z Interem (4:3). Kontrakt podpisany na trzy lata pozwalał mu na roczne wynagrodzenie w wysokości 700.000 euro. Pierwszą bramkę zdobył w 11 kolejsce Serie A w meczu z Bologną (3:1). Sezon 2011/2012 zakończył z 29 występami i 5 bramkami dla Palermo.

### Inter
6 lipca 2012 roku został piłkarzem Interu Mediolan, który zabiegał o niego już rok wcześniej, na zasadzie rocznego wypożyczenia z prawem pierwokupu. W Interze jest graczem rezerwowym. Nerazzurri zapłacili za niego 2 mln euro od razu, a 20 czerwca 2013 dokonali transferu definitywnego i dopłacili do czego zostali wcześniej zobowiązani 6 mln. Podpisany z Nerazzurrimi związał się czteroletnim kontraktem pozwalającym mu na roczne wynagrodzenie w wysokości 1,5 mln euro.

### Milan
30 lipca 2013 został za 0,5 mln euro wypożyczony do AC Milan, który zagwarantował sobie prawo pierwokupu Argentyńczyka za 4 mln euro.

## Styl gry
Jego atutami są szybkość, warunki fizyczne, gra głową, umiejętność utrzymywania się przy piłce oraz ustawianie się.

## Sukcesy
- Apertura: 2003, 2005
- Clausura: 2006
- Copa Sudamericana: 2004, 2005
- Recopa Sudamericana: 2005, 2006
- Copa Libertadores: 2003, 2007
- Puchar Interkontynentalny: 2003

## Statystyki
| Sezon     | Klub                       | Kraj                       | Rozgrywki                  | Mecze | Bramki | Asysty |
| --------- | -------------------------- | -------------------------- | -------------------------- | ----- | ------ | ------ |
| 2002/2003 | Boca Juniors               | Argentyna                  | Primera División           | 5     | 1      |        |
| 2003/2004 | Boca Juniors               | Argentyna                  | Primera División           | 4     | 0      |        |
| 2004/2005 | Boca Juniors               | Argentyna                  | Primera División           | 10    | 0      |        |
| 2005/2006 | Boca Juniors               | Argentyna                  | Primera División           | 21    | 4      |        |
| 2006/2007 | Boca Juniors               | Argentyna                  | Primera División           | 21    | 1      | 0      |
| 2007/2008 | Boca Juniors               | Argentyna                  | Primera División           | 2     | 0      | 0      |
| 2007/2008 | Catania Calcio             | Włochy                     | Serie A                    | 11    | 0      | 0      |
| 2008/2009 | Catania Calcio             | Włochy                     | Serie A                    | 36    | 0      | 0      |
| 2009/2010 | Catania Calcio             | Włochy                     | Serie A                    | 35    | 1      | 0      |
| 2010/2011 | Catania Calcio             | Włochy                     | Serie A                    | 36    | 6      | 1      |
| 2011/2012 | US Palermo                 | Włochy                     | Serie A                    | 29    | 5      | 0      |
| 2012/2013 | Inter Mediolan             | Włochy                     | Serie A                    | 9     | 0      | 0      |
|           | Łącznie w Primera División | Łącznie w Primera División | Łącznie w Primera División | 63    | 6      | 0      |
|           | Łącznie w Serie A          | Łącznie w Serie A          | Łącznie w Serie A          | 156   | 12     | 1      |
|           | Razem                      | Razem                      | Razem                      | 219   | 18     | 1      |